# Grayson County (Texas)
Grayson County je okres ve státě Texas v USA. K roku 2010 zde žilo 120 877 obyvatel. Správním městem okresu je Sherman. Celková rozloha okresu činí 2 536 km².